# Carroll-Gletscher
Der Carroll-Gletscher ist ein 34 km langer Gletscher auf der Grenze zwischen dem US-Bundesstaat Alaska und der kanadischen Provinz British Columbia. 

## Geografie
Das Nährgebiet des Gletschers befindet sich auf einer Höhe von 1100 m in den Alsek Ranges im Tatshenshini-Alsek Provincial Park von British Columbia. Von dort strömt er anfangs in südlicher, später in südöstlicher Richtung. Dabei überquert er die Grenze nach Alaska. Die unteren zwei Drittel des Gletschers befinden sich im Glacier-Bay-Nationalpark im Panhandle von Alaska. Der im Mittel 3,8 km breite Gletscher endet auf einer Höhe von 180 m etwa 5–6 km vom Meer entfernt oberhalb von Queen Inlet und Wachusett Inlet, zwei Seitenbuchten der Glacier Bay.

## Gletscherentwicklung
Der Carroll-Gletscher wuchs zwischen Juni 1987 und August 1988 um 1100 m. Danach kam der Gletscher zum Stillstand. Die Dicke der Eisschicht verringert sich jedoch stetig. Gesteinsschutt, der während der Wachstumsphase angehoben wurde, bedeckt nun einen Großteil des unteren Gletscherendes und -randes.

## Namensgebung
Der Carroll-Gletscher wurde nach James Carroll (1840–1912), Kapitän der S.S. Queen, benannt.